# Lot-et-Garonne
Lot-et-Garonne (okcitánsky Òut e Garona čí Òlt e Garona) je francouzský departement ležící v regionu Nová Akvitánie. Je pojmenován podle řek Lot a Garonny. Hlavní město je Agen.

## Geografie
Města nad 10 000 obyvatel v roce 2007:
- Agen (33 863)
- Villeneuve-sur-Lot (23 436) (okc. Vilanuèva d'Òlt)
- Marmande (17 161) (okc. Marmanda)

## Historie
Lot-et-Garonne je jedním z 83 departementů vytvořených během Francouzské revoluce 4. března 1790 aplikací zákona z 22. prosince 1789.